# Taci, anzi parla
Taci, anzi parla. Diario di una femminista è il diario tenuto da Carla Lonzi tra il 1972 e il 1977. Traccia le tappe della sua vita facendo emergere il suo impegno politico come femminista. Anche se i nomi sono differenti rispetto a quelli reali, rifacendosi alla sua vita privata si possono riconoscere persone realmente esistite e con cui lei ebbe a che fare, ad esempio il suo compagno Pietro Consagra, Carla Accardi, con cui fondò il gruppo "Rivolta Femminile" e sua sorella Marta. 
Il libro prende il via dalla rottura dell'amicizia con Carla Accardi, che non rinuncia alla sua carriera artistica in nome del femminismo e dalla disillusione e successivo distacco dell'autrice dal mondo degli artisti. Espone, dunque, posizioni in antitesi con quanto aveva precedentemente affermato in Autoritratto, probabilmente anche a causa della mancata ricezione da parte degli artisti delle sue idee. Accardi, secondo Carla Lonzi, si identifica in un mito dell'arte che non fa che ripetere ruoli sociali già prestabiliti. In sostanza quindi Lonzi cambia la sua concezione dell'artista che dapprima aveva esaltato come autentico e libero e che invece parteciperebbe alla marginalizzazione e all'esclusione delle donne. Bisogna, pertanto, rifiutare la creatività di tipo patriarcale e imboccare la strada dell'autocoscienza femminista . Proprio in quest'ultima vede le potenzialità di una creatività non-patriarcale.  
Il suo approccio all'autobiografia può essere inoltre definito come "nudismo esistenziale". Questa modalità di fare autobiografia è stata ripresa anche da femministe di altre correnti come Antonella Nappi, che parla di conoscenza della sua persona nei termini di un conoscere sia il suo corpo che la sua personalità. Fra i temi del diario di Carla Lonzi emerge anche la tematica del piacere femminile, già trattata in Sputiamo su Hegel.